# Popillia sauteri
Popillia sauteri är en skalbaggsart som beskrevs av Ohaus 1916. Popillia sauteri ingår i släktet Popillia och familjen Rutelidae. Inga underarter finns listade i Catalogue of Life.